# Moskva-Siti (stanice metra v Moskvě)
Moskva-Siti (rusky Москва-Сити) je stanice moskevského metra. Nachází se na větvi Filjovské linky, ve čtvrti Moskva-Siti, kterou také dopravně obsluhuje. Její vestibul se nachází v těsné blízkosti vestibulu stanice na Moskevském centrálním okruhu. Dále je zde umožněn přestup na železniční zastávku Moskva-Siti obsluhovanou linkou MCD-4, která se nachází v těsné blízkosti stanice. Několik minut pěší chůze na sever se pak nachází železniční zastávka Testovskaja obsluhovaná linkou MCD-1. Do 3. dubna 2024 se stanice nazývala Meždunarodnaja (rusky Международная).

## Charakter stanice
Stanice se nachází přímo u východního okraje celé nové obchodní čtvrti. Je ražená, trojlodní s relativně málo páry prostupů mezi všemi loděmi. Je hluboko založená, nástupiště je ostrovní. Ze stanice vede jeden výstup, po eskalátorovém tunelu přímo do povrchového vestibulu.
Moskva-Siti není konstruována stejně, jako klasické stanice metra. Je součástí větve, označované jako mini-metro (odpovídá lehkému metru jako například na Butovské lince). Například poloměry všech tří lodí jsou menší než u klasických stanic, kratší (119 m) a užší jsou i nástupiště v bočních lodích.
Výzdoba samotné stanice je relativně strohá; stěny střední lodě a bočních lodí obkládá šedý mramor, samotné stěny za nástupištěm pak obyčejné plechové panely. Moskva-Siti (tehdy Meždunarodnaja) byla otevřena 30. srpna 2006, kolejiště stanice však fungovalo již o rok dříve.